# Fonthip Watcharatrakul
Fonthip Watcharatrakul (ฝนทิพย์ วัชรตระกูล), soprannominata Pook Look (ปุ๊กลุก) (Samut Prakan, 19 luglio 1990) è una modella tailandese, incoronata Miss Thailandia il 20 marzo 2010.
Ad agosto 2010, ha rappresentato la Thailandia in occasione di Miss Universo 2010 a Las Vegas, ed ha vinto due riconoscimenti speciali: Miss Photogenic e Best National Costume.
Diplomata presso la Ratwinit Bangkaeo school di Samut Prakan, al momento della partecipazione a Miss universo, Fonthip Watcharatrakul era una studentessa della facoltà di legge presso l'università Assumption in Thailandia.